# Scott Rudin
Scott Rudin (Hempstead (New York), 14 juli 1958) is een Amerikaanse film- en theaterproducent. Met No Country for Old Men (2007) won hij de Oscar voor beste film. Hij werkt regelmatig samen met de regisseurs Joel en Ethan Coen en Wes Anderson.

## Carrière
Scott Rudin werd geboren in Baldwin, een plaats in de gemeente Hempstead (New York). Hij groeide op in een joods gezin. Op zestienjarige leeftijd begon hij te werken als productie-assistent in dienst van Kermit Bloomgarden. Later werkte hij ook voor theaterproducenten Robert Whitehead en Emanuel Azenberg.
In plaats van een college-opleiding te volgen, ging Rudin aan de slag als "casting director". Hij richtte zijn eigen bedrijf op en werd zo verantwoordelijk voor de casting van onder meer de theaterproductie Annie (1977) van regisseur Mike Nichols. Daarnaast verzorgde hij ook de casting van filmproducties als The Wanderers (1979) en Resurrection (1980).
In 1980 verhuisde Rudin naar Los Angeles en sloot zich aan bij Edgar J. Scherick Associates, waar hij als producent verantwoordelijk werd voor onder meer de miniserie Little Gloria... Happy at Last (1982) en de Oscarwinnende documentaire He Makes Me Feel Like Dancin' (1983). Nadien richtte hij met Scott Rudin Productions zijn eigen bedrijf op. De eerste film van zijn nieuwe productiebedrijf was het drama Mrs. Soffel (1984), dat geregisseerd werd door Gillian Armstrong.
In 1984 maakte Rudin de overstap naar 20th Century Fox, waar hij uitvoerend producent werd. In 1986 maakte de 29-jarige Rudin promotie en werd hij voorzitter van de productieafdeling van Fox. Reeds twee jaar later stapte hij op. Hij sloot vervolgens een productiedeal met Paramount Pictures.
In 1992 sloot Rudin zich tijdelijk aan bij Tri-Star Pictures alvorens terug te keren naar Paramount. Gedurende vijftien jaar had hij een "first look deal" met Paramount, wat betekende dat de studio steeds als eerste de kans kreeg om zijn producties uit te brengen. Rudin maakte voor Paramount in de jaren 1990 films als Addams Family Values (1993) en Clueless (1995).
In 2004 verlieten grote bazen Sherry Lansing en Jonathan Dolgen de studio, waarna Rudin ook vertrok en een "first look deal" sloot met Walt Disney Studios. In de daaropvolgende jaren maakte hij films voor Disney en dochterbedrijven als Touchstone Pictures, Hollywood Pictures en Miramax, dat toen niet langer in handen was van oprichters Harvey en Bob Weinstein.
In januari 2008 maakte Rudin met twee films, namelijk No Country for Old Men (2007) van de broers Joel en Ethan Coen en There Will Be Blood (2007) van Paul Thomas Anderson, kans op de Oscar voor beste film. Beide films sleepten dat jaar elk acht nominaties in de wacht. De Oscar voor beste film ging uiteindelijk naar No Country for Old Men, waarvoor hij persoonlijk een gouden beeldje kreeg. In 2011 werd Rudin de eerste producent die twee keer in hetzelfde jaar genomineerd werd door de Producers Guild of America. Hij kreeg een nominatie voor zowel The Social Network (2010) als True Grit (2010). Datzelfde jaar mocht hij ook de David O. Selznick Achievement Award in ontvangst nemen voor zijn hele carrière.

### Sony Entertainment
In december 2014 werd Sony Pictures Entertainment getroffen door een cyberaanval. De daders publiceerden nadien onder meer persoonlijke gegevens van werknemers en vertrouwelijke e-mails van het bedrijf online. Uit die e-mails bleek dat Rudin en Amy Pascal, toenmalig bestuursvoorzitter van Sony, een conversatie hadden gehad over Barack Obama en daarbij racistische beschrijvingen hadden gebruikt. In de gelekte e-mails kwam ook aan het licht dat Rudin collega-producente Megan Ellison een '28-jarige, bipolaire gek' had genoemd. Zowel Rudin als Pascal verontschuldigde zich achteraf.

### Reputatie als bullebak
Rudin heeft de reputatie een temperamentvolle bullebak te zijn. In de Amerikaanse pers verschenen in de jaren 2000 en 2010 regelmatig verhalen over hoe hij een gevreesde werkgever was. Zo raakte bekend dat hij zijn vaak jonge medewerkers angst inboezemde, uitschold, vernederde en voorwerpen naar hun hoofd slingerde. Assistenten werden door Rudin om de haverklap ontslagen, al dan niet om banale redenen.
In april 2021 publiceerde het tijdschrift The Hollywood Reporter opnieuw een artikel over zijn grensoverschrijdend gedrag en schrikbewind op de werkvloer. In het artikel werd hij bestempeld als een 'monster' en beschuldigd van onder meer racisme, chantage en fysieke agressie. In de nasleep van het artikel kwam ook aan het licht dat een vroegere assistent door zijn opvliegend en vernederend gedrag een posttraumatische stressstoornis had ontwikkeld en uiteindelijk zelfmoord pleegde. De tweelingbroer van Rudins voormalige assistent riep filmdistributeurs in een video op om de producent te laten vallen. Rudin verontschuldigde zich voor 'de pijn die zijn gedrag had veroorzaakt' en besloot vervolgens om uit enkele aangekondigde film- en theaterprojecten te stappen.

## Prijzen en nominaties

### Academy Awards
- Beste film – The Hours (2002) (genomineerd)
- Beste film – No Country for Old Men (2007) (gewonnen)
- Beste film – True Grit (2010) (genomineerd)
- Beste film – The Social Network (2010) (genomineerd)
- Beste film – Extremely Loud & Incredibly Close (2011) (genomineerd)
- Beste film – Captain Phillips (2013) (genomineerd)
- Beste film – The Grand Budapest Hotel (2014) (genomineerd)
- Beste film – Fences (2016) (genomineerd)
- Beste film – Lady Bird (2017) (genomineerd)

### BAFTA
- Beste film – The Truman Show (1998) (genomineerd)
- Beste Britse film – Iris (2001) (genomineerd)
- Beste Britse film – The Hours (2002) (genomineerd)
- Beste film – The Hours (2002) (genomineerd)
- Beste Britse film – Notes on a Scandal (2006) (genomineerd)
- Beste film – No Country for Old Men (2007) (genomineerd)
- Beste film – True Grit (2010) (genomineerd)
- Beste film – The Social Network (2010) (genomineerd)
- Beste film – Captain Phillips (2013) (genomineerd)
- Beste film – The Grand Budapest Hotel (2014) (genomineerd)

## Filmografie (selectie)

### Als producent
| - Mrs. Soffel (1984) - The Addams Family (1991) - The Firm (1993) - Searching for Bobby Fischer (1993) - Marvin's Room (1996) - The Truman Show (1998) - Bringing Out the Dead (1999) - Zoolander (2001) - The Royal Tenenbaums (2001) - The Hours (2002) - The Stepford Wives (2004) - The Manchurian Candidate (2004) - The Village (2004) |  | - I ♥ Huckabees (2004) - No Country for Old Men (2007) - There Will Be Blood (2007) - Revolutionary Road (2008) - Fantastic Mr. Fox (2009) - The Social Network (2010) - True Grit (2010) - Moneyball (2011) - The Girl with the Dragon Tattoo (2011) - Extremely Loud and Incredibly Close (2011) - Captain Phillips (2013) - Inside Llewyn Davis (2013) - The Grand Budapest Hotel (2014) |  | - Steve Jobs (2015) - Zoolander 2 (2016) - Fences (2016) - Lady Bird (2017) - Eighth Grade (2018) - Isle of Dogs (2018) - Annihilation (2018) - Game Over, Man! (2018) - Mid90s (2018) - The Girl in the Spider's Web (2018) - Uncut Gems (2019) |

### Als uitvoerend producent
- I.Q. (1994)
- South Park: Bigger, Longer & Uncut (1999)
- The Queen (2006)
- The Other Boleyn Girl (2008)
- Julie & Julia (2009)
- Ex Machina (2015)